# Meridiano 106 E
O meridiano 106 E é um meridiano que, partindo do Polo Norte, atravessa o Oceano Ártico, Ásia, Oceano Índico, Oceano Antártico, Antártida e chega ao Polo Sul. Forma um círculo máximo com o Meridiano 74 W.
Começando no Polo Norte, o meridiano 106º Este tem os seguintes cruzamentos:
| País, território ou mar | Notas |
| ----------------------- | --- |
| Oceano Ártico           | |
| Mar de Laptev           | Passa a oeste da Ilha Starokadomsky, Krai de Krasnoyarsk, Rússia                                                                                               |
| Rússia                  | Krai de Krasnoyarsk |
| Mar de Laptev           | |
| Rússia                  | Krai de Krasnoyarsk Iacútia Krai de Krasnoyarsk Iacútia Krai de Krasnoyarsk Oblast de Irkutsk Buriácia - fronteira no Lago Baikal                              |
| Mongólia                | |
| China                   | Mongólia Interior Ningxia Gansu - cerca de 5 km Ningxia - cerca de 4 km Gansu Shaanxi Sichuan Chongqing Sichuan Guizhou Sichuan Guizhou Guangxi Yunnan Guangxi |
| Vietname                | |
| Golfo de Tonquim        | |
| Vietname                | |
| Laos                    | |
| Camboja                 | |
| Vietname                | |
| Camboja                 | |
| Vietname                | |
| Mar da China Meridional | Passa pelas Ilhas Anambas, Indonésia |
| Estreito de Karimata    | |
| Indonésia               | Ilhas Bangka e Samatra |
| Mar de Java             | |
| Indonésia               | Ilha de Java |
| Oceano Índico           | Passa a oeste da Ilha do Natal |
| Oceano Antártico        | |
| Antártida               | Território Antártico Australiano, reclamado pela Austrália |